# 車前草蚜
車前草蚜（学名：Dysaphis (Pomaphis）为常蚜科大帥蚜屬下的一个种。